# 意味の指示説
意味の指示説（いみのしじせつ）とは、言葉が何を表すかについての分析哲学の言説の一つ。
文や単語が、ある特定の何かを指示している、とする説である。意味の対象説、意味の指示対象説とも。

## 内容
意味の指示説は、我々の直感に最も近い説であると言える。
例えば、「富士山」という言葉が指すものは何かという問いには、多くの人が富士山というものそれ自体を指すと考えるだろう。
このように、言葉とはそれが指すもの自体を表しているのだという考えが、意味の指示説である。

## 問題点
意味の指示説の問題点は複数指摘されている。

### 抽象的概念の指示対象は何か
抽象的概念は個別のものに見出されるものであるが、だからといってその個別のものが概念を表すものだというわけではない。例えば、丸いケーキに「丸い」という抽象的概念は見出しうるが、だからといって丸いケーキこそが「丸い」そのものであるというわけではない。あくまで「丸い」の一つの例として「丸いケーキ」があるのである。すなわち、抽象的概念とは普遍的なものであると言える。
しかしながら、我々は「丸い」などの抽象的概念を理解することができているのである。
このように、抽象的概念の指示対象を説明することは極めて難しく、これに関して古来より多数の議論がなされてきた。
例えば、プラトンは真なる概念は全てイデア界に存在し、我々が見ているものはその「影」に過ぎないと主張した(洞窟の比喩)。例えば、我々が「円を想像せよ」という命令を受けた際に想像する円は、円を「模した」線である。本来の円とは周に線など持っていないからである。そのため、我々が見ているのは円を模した「影」にすぎず、円そのものを認識することはできないのである。このように、我々は現実世界においては真なる概念を見ることはできないものの、イデア界にあるイデアとしての概念を見ることはできるのである。
また、唯名論においては、抽象的概念を表す言葉はあくまで名(ラベル)であり、実際には存在しないという主張がなされる。先程の例でいうと、「丸い」とは世界に存在する「丸い」ものの集合に「丸い」という名前をつけただけであって、「丸い」の指示対象そのものは存在しないという主張である。
だが、いずれの主張にも問題点が存在し、長年議論されているにも関わらず、未だに解決されていない問題である。

### 文の指示対象は何か
意味の指示説をとる場合、文とは指示対象を持つ単語の集合だということになる。例えば
「地球は丸い」
という文章は「地球」の指示対象と「丸い」の指示対象の合成だということになる。しかし、単純な合成であれば「丸いは地球だ」という文でも同じ内容を表している必要があり、矛盾が生じてしまう。
「文法があるから意味が異なるのだ」という主張もあるが、言葉の成り立ちを考えた際に、文法が語より先に成立したとは考え難く、説明としては不適である。
ここで、単語ではなく文こそが意味を指示しているのだという主張は成り立つ。「地球は丸い」という文章は「地球」+「丸い」ではなく、「地球は丸い」という文章それ自体で意味を指示しているのだという考え方である。
しかし、この考え方にも問題はあり、例えば「私はライオンを飼っている」という偽の文の指示対象は何かが不明になってしまう(現実に「私はライオンを飼っている」という状況が存在しないため)。

## 個物を指す語についての意味の指示説の問題
ではここで、抽象的概念ならば意味の指示説は成り立たないかもしれないが、「富士山」のような固有物については意味の指示説は成り立つのではないかと考えることができる。しかし、これにもいくつか問題がある。

### 指示対象が存在しない場合
例)「のび太の姉は20歳だ」
この文章は「のび太の姉」を指示しているように見えるが、実際にはのび太の姉は存在しないため、実態のない指示対象を指示するという状況になってしまう。

### 否定存在言明
例)「のび太の姉は存在しない」
→ のび太の姉は存在しないが、その存在しない指示対象が存在しないという文になってしまう。

### フレーゲのパズル
例)「この本の作者はマイクだ」
→ マイクがこの本の作者であるならば、「この本の作者」＝「マイク」となる(必要十分である)。しかし、この場合、「マイク」に「この本の作者」を代入したり、その逆をしたりすることができるようになってしまい、
「この本の作者はこの本の作者だ」
「この本の作者はマイクだ」
「マイクはマイクだ」
という3つの文が全て同じ内容を表すことになってしまう。

### 代入可能性
例)「蘭はコナンと一緒に暮らしていると信じている」
「蘭は新一と一緒に暮らしていないと信じている」
→ 『名探偵コナン』の基本的設定において、ヒロインの毛利蘭は主人公の江戸川コナンと一緒に暮らしているが、その正体が工藤新一であることを知らない。従って、上の二つの例文が成り立つ。
しかし、実際には「コナン」＝「新一」であるわけだから、「コナン」という語に「新一」を代入してみると
「蘭は新一と一緒に暮らしていると信じている」
「蘭は新一と一緒に暮らしていないと信じている」
という矛盾した二文が成立してしまうのである。

## ラッセルの記述理論
哲学者・論理学者のバートランド・ラッセルは上記の4つの問題に対処するための記述理論を考案した。ここでは
例)「のび太の姉は20歳である」 ‥(※)
という文を用いて解説する。
まず、
A：「のび太の姉である」
B：「20歳である」
という二つの文を用いる。ラッセルの記述理論に基づけば、(※)は
①Aであるものが存在する
②Aであるようなものは多くても一つである
③AであるものはすべてBである
という3つに分析できる。それぞれを論理学的に言い換えると以下のようになる。
※ただし、ｘとは任意の要素を表すとする。
①→「あるｘについて、それはAである」
②→「全てのｘについて、もしｘがAであるならば、すべてのｙについてｙがAであるならばｙ＝ｘである」
(解説：②の内容より、Aであるものは多くとも一つしかないはずなのだから、ｘがAの要素で、かつｙがAの要素であるならばｘ＝ｙになるということになる。)
③→「全てのｘについて、ｘがAであるならば、それは必ずBである」
このとき、①はAであるｘが存在することを前提とする文であるから、そもそも(※)はAである要素の存在を要請する文であるため、指示対象が存在しない場合や否定存在言明については問題がないことになる。